# Ecce Homo - I sopravvissuti
Ecce Homo - I sopravvissuti è un film del 1969 scritto e diretto da Bruno A. Gaburro. È un film fantascientifico di ambientazione postapocalittica.

## Trama
Un gruppo di scampati alla guerra atomica tenta di ricominciare la vita in condizioni primordiali. Due coniugi e un bambino, loro figlio, scampati al disastro atomico vivono in riva al mare conducendo una stentata e primitiva esistenza. L'uomo è stato contaminato dalle radiazioni atomiche che gli hanno piagato il corpo e lo hanno reso impotente.
Un giorno arrivano altri due sopravvissuti, che identificano nella donna la possibilità di ripopolare la terra e dar vita a una nuova civiltà. La donna cede al più forte, che uccide il marito in un'impari lotta. L'altro viene scacciato dalla comunità come elemento perturbatore di un ritrovato rapporto sessuale. Ma la resa dei conti finale vede scomparire anche colui che è diventato il nuovo partner di Anna, la donna contesa. Costei preferirà darsi la morte piuttosto che generare un figlio continuatore di una stirpe insensata che va già ritrovando gli antichi pregiudizi e gli insopprimibili istinti di distruzione.

## Produzione
Il film fu realizzato nel settembre 1968.

## Colonna sonora
Le musiche sono state firmate da Ennio Morricone.

## Accoglienza

### Critica
Bruno Gaburro costruisce un film senza speranze [...].
Il ritratto netto dei personaggi e l'impianto problematico della narrazione tradiscono ambizioni intellettualistiche che il regista in seguito non farà più proprie.»
(Fantafilm)